# Petr Vorel
Petr Vorel (ur. 12 października 1963 w Pardubicach) – czeski historyk. Naukowo zajmuje się wczesną nowożytnością, historią gospodarczą, numizmatyką i regionalistyką.
W 1986 ukończył studia na Uniwersytecie Karola w Pradze, na tej samej uczelni uzyskał w 1988 doktorat i w 1999 habilitację. W 2004 został profesorem. Profesor na Uniwersytecie Pardubice.

## Publikacje[1]
- The war of the princes. The Bohemian Lands and the Holy Roman Empire 1546–1555. St. Helena : HHP 2015. 272 s. ISBN 978-1-943596-03-4.
- Monetary Circulation in Central Europe at the Beginning of the Early Modern Age – Attempts to Establish a Shared Currency as an Aspect of the Political Culture of the 16th Century (1524-1573), Univerzita Pardubice – Filozofická fakulta, Monographica VI., Pardubice 2006, 212 str, ISBN 80-7194-827-6
- Navštivte Pardubický kraj, Pardubice 2006 (A4, 36 str.)
- Velké dějiny zemí Koruny české, Tom VII, 1526–1618, Praha - Litomyšl 2005, 639 s. ISBN 80-7185-648-7.
- Říšské sněmy a jejich vliv na vývoj Koruny české v letech 1526-1618, Pardubice 2005, 207 s. ISBN 80-86046-74-5.
- Od pražského groše ke koruně české (Průvodce dějinami peněz v českých zemích), Praha 2004, 577 str. + XXXII., ISBN 80-86515-40-0.
- Peníze v Čechách 1520-1620, Pardubice 2004 (32 str. A5), ISBN 80-86046-68-0.
- The Money in Bohemia 1520-1620, Pardubice 2004 (32 str. A5), ISBN 80-86046-69-9.
- Od českého tolaru ke světovému dolaru (zrození tolaru a jeho cesta v evropském a světovém peněžním oběhu 16. - 20. století) Praha 2003 (302 + XXXII str.) ISBN 80-86182-71-1.
- Dějiny města Přelouče, díl druhý 1618-1848, Přelouč 2002 (278 str. A5) ISBN 80-238-8800-5.
- Rezidenční vrchnostenská města v Čechách a na Moravě v 15. - 17. století, Pardubice 2001 (248 str.), ISBN 80-86046-47-8.
- Od pražského groše ke koruně české 1300-2000 (Průvodce dějinami peněz v českých zemích), Praha 2000 (552 str.), ISBN 80-86182-36-3.
- Lexikon současných českých historiků, Praha 1999 (369 str. A4), ISBN 80-85268-84-1 (współautor: J.Pánek).
- Páni z Pernštejna (Vzestup a pád rodu zubří hlavy v dějinách Čech a Moravy), Praha 1999 (318 str.), ISBN 80-86182-24-X.
- Dějiny města Přelouče, díl první 1086-1618, Přelouč 1999 (223 str. A5), ISBN 80-238-4119-X.
- Česká a moravská aristokracie v polovině 16.století (Edice register listů bratří z Pernštejna z let 1550-1551), Pardubice 1997 (320 str. A4), ISBN 80-86046-07-9.
- Páni z Pernštejna (Českomoravský rod v zrcadle staletí), Pardubice 1993 (54 str. A4).
- Nejstarší urbář pardubického panství a jeho vypovídací hodnota o vývoji města Pardubic v letech 1506 až 1516, Pardubice 1990 (60 str. A5).
- Knihy rudé města Pardubic (regesta z let 1515-1585), I.díl (vnitřní město), Pardubice 1987 (150 str. A5)